# 馬錦良
馬錦良，京劇琴師、中华人民共和国作曲家。
他與黃鈞、吳歌、顧永湘合作上海京劇院現代京劇《海港》（1964年早期版）的音樂設計工作，與張森林、顧永湘、查長生合作新編古裝京劇《梅妃》（張森林曾任顧正秋劇團查長生時期鼓師）的音樂設計工作。
文化大革命期間列為第1批8個樣板戲之1的京劇現代戲《海港》，他與查長生共同擔任甲組琴師（甲組鼓師是李朝貴），電影版音樂陣容也是馬錦良、查長生、李朝貴。
改革開放後，他參加新編古裝京劇電影《白蛇傳》的作曲工作（與曾加慶、沈雁西合作，琴師是沈雁西，鼓師是焦寶宏，金樂華指揮大樂隊），影片1980年得到中國文化部優秀影片獎舞台藝術片獎、第5屆百花獎最佳故事片獎。
他與金國賢、高一鳴合作電視京劇《曹雪芹》的唱腔設計。
在台灣的作品有《慾望城國》（莎士比亞原著劇本《馬克白》改編）。

## 外部連結
上海文化藝術志 （页面存档备份，存于）